# Kanton Bar-le-Duc
Bar-le-Duc is een voormalig kanton van het Franse departement Meuse. Het kanton is opgericht op 30 januari 1790 en op 23 juli 1973 opgesplitst in de inmiddels alweer opgeheven kantons Bar-le-Duc-Nord en -Sud.

## Gemeenten
Het kanton Bar-le-Duc omvatte de volgende gemeenten:
- Bar-le-Duc
- Combles-en-Barrois
- Fains-Véel
- Longeville-en-Barrois
- Robert-Espagne
- Savonnières-devant-Bar
- Trémont-sur-Saulx